# 温岭新报
《温岭新报》，是一份中华民国时期在浙江省温岭县发行的报纸。

## 概述
1941年（民国30年）6月1日，国民党温岭县党部将《温岭日报》、《温岭新闻》合并改组，刊行《温岭新报》。黄松岗担任编，报纸发行量860份，社址在温岭县城东门外。1943年9月，因改版为《民生日报》而停办。